# Tōnoshō
Tōnoshō (jap. 東庄町 Tōnoshō-machi) – miasto w Japonii, na wyspie Honsiu, w prefekturze Chiba. Według danych na rok 2020 miejscowość zamieszkiwało 13 228 mieszkańców , a gęstość zaludnienia wyniosła 286 os./km².